# T.R.U.T.H.
T.R.U.T.H. è il nono album in studio del cantautore australiano Guy Sebastian, pubblicato nel 2020.

## Tracce
1. Before I Go – 3:29
2. Believer – 3:45
3. Choir – 2:53
4. I'm Your Man – 3:41
5. Standing with You – 3:53
6. Only Thing Missing – 2:41
7. Love on Display – 3:03
8. Who I Love – 4:04
9. In a World (featuring Shungudzo) – 3:29
10. Let Me Drink (featuring The HamilTones & Wale) – 2:40
11. If He Won't – 3:20
12. Fantasize – 4:24